# Larifuga avus
Larifuga avus is een hooiwagen uit de familie Triaenonychidae.